# 古獸馬科
古獸馬科（學名：Palaeotheres）是一類已滅絕的草食性哺乳動物，與貘及犀牛是近親，且有可能是馬科的姐妹群。牠們分佈在北半球。牠們的肩高由20-75厘米。牠們吃軟葉、嫩苗、草莓及在地上的葉子。牠們生活在密林之中。